# Dammersbach
Dammersbach ist ein Stadtteil von Hünfeld im osthessischen Landkreis Fulda.

## Geographie
Der Stadtteil Dammersbach ist der flächenmäßig zweitgrößte Ortsteil und liegt am Rand zum Biosphärenreservat Rhön. Die nächstgrößere Stadt im Süden ist Fulda, etwa 16 Kilometer weit entfernt und im Norden Bad Hersfeld, etwa 26 Kilometer weit entfernt.

## Geschichte

### Ortsgeschichte
Die älteste bekannte schriftliche Erwähnung erfolgte unter dem Namen Tagamaresbach um das Jahr 800 im Codex Eberhardi, einem Güterverzeichnis des Reichsklosters Fulda.
Eine Kirche wurde 1186 eingeweiht. 1633 hatte Dammersbach 22 Haushaltungen und 1895 insgesamt 246 Einwohner. 1938 wurde eine neue Schule gebaut, die 1952 erweitert und 1974 geschlossen wurde.
Zum 31. Dezember 1971 wurde die bis dahin selbständige Gemeinde Dammersbach im Zuge der Gebietsreform in Hessen auf freiwilliger Basis in die Stadt Hünfeld eingemeindet.
Für Dammersbach wurde, wie für die übrigen bei der Gebietsreform nach Hünfeld eingegliederten Gemeinden, ein Ortsbezirk gebildet.

### Verwaltungsgeschichte im Überblick
Die folgende Liste zeigt die Staaten und Verwaltungseinheiten, denen Dammersbach angehört(e):
- vor 1803: Heiliges Römisches Reich, Hochstift Fulda, Amt Burghaun (im 18. Jahrhundert zum Oberamt Mackenzell)
- 1803–1806: Heiliges Römisches Reich, Fürstentum Nassau-Oranien-Fulda, Fürstentum Fulda, Amt Hünfeld
- 1806–1810: Kaiserreich Frankreich, Fürstentum Fulda (Militärverwaltung)
- 1810–1813: Großherzogtum Frankfurt, Departement Fulda, Distrikt Hünfeld
- ab 1816: Kurfürstentum Hessen, Großherzogtum Fulda, Amt Hünfeld
- ab 1821/22: Kurfürstentum Hessen, Provinz Fulda, Kreis Hünfeld[6][Anm. 2]
- ab 1848: Kurfürstentum Hessen, Bezirk Fulda
- ab 1851: Kurfürstentum Hessen, Provinz Fulda, Kreis Hünfeld
- ab 1867: Königreich Preußen, Provinz Hessen-Nassau, Regierungsbezirk Kassel, Kreis Hünfeld
- ab 1871: Deutsches Reich, Königreich Preußen, Provinz Hessen-Nassau, Regierungsbezirk Kassel, Kreis Hünfeld
- ab 1918: Deutsches Reich, Freistaat Preußen, Provinz Hessen-Nassau, Regierungsbezirk Kassel, Kreis Hünfeld
- ab 1944: Deutsches Reich, Freistaat Preußen, Provinz Kurhessen, Landkreis Hünfeld
- ab 1945: Deutsches Reich, Amerikanische Besatzungszone, Groß-Hessen, Regierungsbezirk Kassel, Landkreis Hünfeld
- ab 1946: Deutsches Reich, Amerikanische Besatzungszone, Hessen, Regierungsbezirk Kassel, Landkreis Hünfeld
- ab 1949: Bundesrepublik Deutschland, Hessen, Regierungsbezirk Kassel, Landkreis Hünfeld
- ab 1972: Bundesrepublik Deutschland, Hessen, Regierungsbezirk Kassel, Landkreis Fulda, Stadt Hünfeld

## Bevölkerung

### Einwohnerstruktur 2011
Nach den Erhebungen des Zensus 2011 lebten am Stichtag, dem 9. Mai 2011, in Dammersbach 438 Einwohner. Darunter waren 3 (0,7 %) Ausländer.
Nach dem Lebensalter waren 108 Einwohner unter 18 Jahren, 174 zwischen 18 und 49, 90 zwischen 50 und 64 und 66 Einwohner waren älter. Die Einwohner lebten in 165 Haushalten. Davon waren 42 Singlehaushalte, 45 Paare ohne Kinder und 66 Paare mit Kindern, sowie 9 Alleinerziehende und 3 Wohngemeinschaften. In 33 Haushalten lebten ausschließlich Senioren und in 117 Haushaltungen lebten keine Senioren.

### Einwohnerentwicklung
- 1812: 31 Feuerstellen, 208 Seelen[1]

| Dammersbach: Einwohnerzahlen von 1812 bis 2015 | Dammersbach: Einwohnerzahlen von 1812 bis 2015 | Dammersbach: Einwohnerzahlen von 1812 bis 2015 | Dammersbach: Einwohnerzahlen von 1812 bis 2015 | Dammersbach: Einwohnerzahlen von 1812 bis 2015 |
| --- | ---------------------------------------------- | ---------------------------------------------- | ---------------------------------------------- | ---------------------------------------------- |
| Jahr |                                                |                                                |                                                | Einwohner                                      |
| 1812 | 1812                                           |                                                | 208                                            | 208                                            |
| 1834 | 1834                                           |                                                | 342                                            | 342                                            |
| 1840 | 1840                                           |                                                | 364                                            | 364                                            |
| 1846 | 1846                                           |                                                | 357                                            | 357                                            |
| 1852 | 1852                                           |                                                | 333                                            | 333                                            |
| 1858 | 1858                                           |                                                | 318                                            | 318                                            |
| 1864 | 1864                                           |                                                | 365                                            | 365                                            |
| 1871 | 1871                                           |                                                | 291                                            | 291                                            |
| 1875 | 1875                                           |                                                | 292                                            | 292                                            |
| 1885 | 1885                                           |                                                | 262                                            | 262                                            |
| 1895 | 1895                                           |                                                | 253                                            | 253                                            |
| 1905 | 1905                                           |                                                | 245                                            | 245                                            |
| 1910 | 1910                                           |                                                | 253                                            | 253                                            |
| 1925 | 1925                                           |                                                | 283                                            | 283                                            |
| 1939 | 1939                                           |                                                | 290                                            | 290                                            |
| 1946 | 1946                                           |                                                | 469                                            | 469                                            |
| 1950 | 1950                                           |                                                | 468                                            | 468                                            |
| 1956 | 1956                                           |                                                | 368                                            | 368                                            |
| 1961 | 1961                                           |                                                | 366                                            | 366                                            |
| 1967 | 1967                                           |                                                | 353                                            | 353                                            |
| 1970 | 1970                                           |                                                | 351                                            | 351                                            |
| 1980 | 1980                                           |                                                | ?                                              | ?                                              |
| 1990 | 1990                                           |                                                | ?                                              | ?                                              |
| 2000 | 2000                                           |                                                | ?                                              | ?                                              |
| 2011 | 2011                                           |                                                | 438                                            | 438                                            |
| 2015 | 2015                                           |                                                | 462                                            | 462                                            |
| Datenquelle: Historisches Gemeindeverzeichnis für Hessen: Die Bevölkerung der Gemeinden 1834 bis 1967. Wiesbaden: Hessisches Statistisches Landesamt, 1968. Weitere Quellen: LAGIS, Stadt Hünfeld; Zensus 2011 |                                                |                                                |                                                |                                                |

### Historische Religionszugehörigkeit
| • 1885: | 16 evangelische (= 6,20 %), 241 katholische (= 93,41 %), ein jüdischer (= 0,39 %) Einwohner |
| • 1961: | 27 evangelische (= 7,38 %), 327 katholische (= 89,34 %) Einwohner                           |

## Politik
Für Dammersbach besteht ein Ortsbezirk (Gebiete der ehemaligen Gemeinde Dammersbach) mit Ortsbeirat und Ortsvorsteher nach der Hessischen Gemeindeordnung. Der Ortsbeirat besteht aus fünf Mitgliedern. Bei den Kommunalwahlen in Hessen 2021 betrug die Wahlbeteiligung zum Ortsbeirat 64,52 %. Alle Kandidaten gehören der „Bürgerliste Dammersbach“ an. Der Ortsbeirat wählte Uwe Walter zum Ortsvorsteher.

## Infrastruktur
Den öffentlichen Personennahverkehr stellt die Lokale Nahverkehrsgesellschaft Fulda mit der Buslinie 74 und 85 sicher.
Im Gebiet des Stadtteils Dammersbach der Stadt Hünfeld betreibt der Jagdverein Diana Hünfeld e.V. einen Schießstand auf der Rosskuppe. Dort werden seit Jahren u. a. hessische und im Wechsel mit anderen Schießständen auch Bundesmeisterschaften im jagdlichen Schießen durch den Deutschen Jagdverband durchgeführt.

## Persönlichkeiten
- Joseph Noll (1810–1873), Bürgermeister und Mitglied der Zweiten Kammer der kurhessischen Ständeversammlung